# Isla Cornwallis (Antártida)

Mapa de las islas Shetland del sur, la isla Cornwallis en la parte superior derecha.

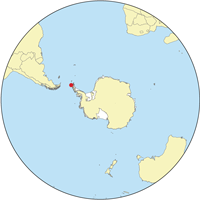
Situación de la isla Cornwallis.

La isla Cornwallis, también llamada isla de Michailoff, es una isla de la Antártida ubicada a 61°04′S 54°28′O / -61.067, -54.467 a 5 millas al estenoreste del cabo Valentine, extremo este de la isla Elefante, en las islas Shetland del Sur. Forma parte del grupo insular denominado por Chile como islas Piloto Pardo. Tiene 1 milla de longitud.
La isla fue cartografiada por Edward Bransfield en 1820 y su nombre se remonta a aproximadamente el año 1821, probablemente en honor de sir William Cornwallis. Luego se ha generalizado internacionalmente.

## Reclamaciones territoriales
Argentina incluye a la isla en el departamento Antártida Argentina dentro de la provincia de Tierra del Fuego, Antártida e Islas del Atlántico Sur; para Chile forma parte de la comuna Antártica de la provincia Antártica Chilena dentro de la Región de Magallanes y de la Antártica Chilena; y para el Reino Unido integra el Territorio Antártico Británico. Las tres reclamaciones están sujetas a las disposiciones del Tratado Antártico.
Nomenclatura de los países reclamantes: 
- Argentina: isla Cornwallis
- Chile: isla Seymour
- Reino Unido: Cornwallis Island